# 𩻸魚堀
魚堀，是新北市坪林區的一個地名，位於該區中部偏西北，即魚堀溪下游地區，大部分位於左岸，僅少部分位於右岸。就行政區而言，其範圍大致為粗窟里北勢溪以南東北端、大林里北部𩻸魚堀溪以西部分、坪林里西南端北勢溪以南部分、水德里西北端一小部分。

## 歷史
台灣清治末期，𩻸魚堀地區為一街庄，稱為「𩻸魚堀庄」，隸屬於文山堡。該庄北與灣潭庄、坪林尾庄為鄰，東與水聳淒坑庄、九芎林庄為鄰，南邊及西邊為蕃地。
1901年（日治明治三十四年）11月，該庄隸屬於深坑廳，編入第十一區。1903年（明治三十六年）4月，第十一區的全部街庄及第十二區的九芎林庄部分合併為「坪林區」。1920年（大正九年），該庄改制為「𩻸魚堀」大字，隸屬於臺北州文山郡坪林庄，大字下有「𩻸魚堀」、「仁里坂」小字名。
戰後坪林庄改制為坪林鄉，隸屬於臺北縣，大字亦改制為村。2010年（民國99年）12月，臺北縣升格為新北市，坪林鄉改制為坪林區，村改制為里。

## 交通
省道台9線經過𩻸魚堀地區東北端，屬於「北宜公路」的一部分，由此往南轉東南可前往礁溪、宜蘭、羅東等地，往北可前往坪林市區、新店、台北等地。